# Neerja Bhanot
Neerja Bhanot (Chandigarh, 7 settembre 1963 – Karachi, 5 settembre 1986) è stata un'assistente di volo indiana che perse la vita nel tentativo di salvare gran parte dei passeggeri sul Boeing 747-121 del volo Pan Am 73, dove lavorava, durante un tentato dirottamento terroristico avvenuto all'aeroporto di Karachi, in Pakistan, il 5 settembre 1986.
Per il suo gesto eroico, fu insignita della più alta onorificenza indiana al valore, l'Ashoka Chakra, nel 1987, insieme ad altri riconoscimenti postumi, sia indiani che pakistani e statunitensi.
La sua vicenda ispirò il film bollywoodiano di Ram Madhvani del 2016 Volo Pan Am 73 (Neerja).

## Biografia
Neerja Bhanot nacque a Chandigarh, in India, ma crebbe a Mumbai, presso una famiglia di religione braminica Punjabi. Il padre, Harish Bhanot (morto poi nel 2008), era un giornalista di Mumbai, mentre la madre, Rama (morta nel 2015), aveva lavorato come insegnante di musica classica, come operatrice telefonica e poi casalinga. Neerja aveva anche due fratelli, Akhil e Aneesh, che oggi portano avanti la sua memoria.
Trasferitasi con la sua famiglia a Mumbai (ex Bombay) nella seconda metà degli anni settanta,  Neerja continuò a studiare, per poi laurearsi nel 1981. Nello stesso periodo, iniziò anche un lavoro come modella. Qualche anno dopo, fece domanda come hostess, dove iniziò una carriera presso la compagnia aerea Pan American World Airways, fino ad ottenere un posto fisso per le rotte aeree internazionali Bombay-Francoforte sul Meno-New York City,  e frequentare un corso di addestramento in Florida, Stati Uniti, nel 1985.  Nello stesso anno si sposò in Qatar, si trattò di un matrimonio combinato che fallì dopo solo 2 mesi.

### Il dirottamento
Il 5 settembre 1986, il volo della Pan AM n. 73 decollò dall'aeroporto di Bombay, India, per Francoforte sul Meno (all'epoca Repubblica Federale di Germania), con destinazione finale New York City, Stati Uniti, facendo un primo scalo al Jinnah International Airport di Karachi, in Pakistan. Qui, l'aereo, fermo e a motori spenti, fu preso d'assalto e sequestrato da quattro uomini armati (verrà poi identificato un quinto complice a terra), in seguito identificati come appartenenti all'organizzazione terroristica palestinese Abu Nidal. Travestiti da agenti di sicurezza, entrarono nel velivolo prendendo in ostaggio equipaggio e passeggeri, ma i piloti riuscirono a fuggire quasi subito attraverso una botola d'emergenza.
Dopo circa 17 ore di sequestro, i quattro terroristi, che intanto richiedevano altri piloti nel tentativo di decollare per l'isola di Cipro, dopo aver già ucciso due passeggeri, aprirono il fuoco su gran parte degli ostaggi, gettando anche degli esplosivi. Nella confusione, dovuta al panico e ai fumi degli esplosivi, Neerja riuscì ad aprire un portellone dell'aereo e, invece di mettere in salvo se stessa, riuscì a far evacuare gran parte dei passeggeri e il resto dell'equipaggio -359 delle 379 persone a bordo. Il suo gesto tuttavia, le costò la vita: uno dei terroristi riuscì a spararle alle spalle, e il suo corpo raggiunse la fine dello scivolo di emergenza a terra già privo di vita.
Al termine della fase di evacuazione degli ostaggi, l'esito finale della vicenda fu 22 morti e 150 feriti ma, grazie a Neerja, gran parte rimase illesa. Un commando di sicurezza militare pakistana poi, riuscì ad intervenire, ferendo ed immobilizzando i dirottatori.

### Eredità
La cerimonia funebre di Neerja fu eseguita qualche giorno dopo la vicenda, con una cerimonia riservata, il suo corpo fu cremato e le sue ceneri furono disperse.
Oltre al già citato premio indiano Ashoka Chakra nel 1987, grazie al contributo assicurativo della Pan AM, la famiglia Bhanot istituì un premio, che viene consegnato ogni anno ad assistenti di volo che si distinguono per azioni coraggiose e per donne indiane vittime di ingiustizie.
Nel 2005, il fratello Aneesh ricevette il premio per la Giustizia per i crimini dagli Stati Uniti.
Una sezione scolastica della Austrey School di Karachi, in Pakistan, fu titolata in suo onore (la Bhanot House) mentre, nel 2010 la famiglia ricevette il premio dell'aviazione indiana e, nel 2016, il premio indiano Bharat Gaurav Award.
La madre di Neerja, Rama, quando morì nel 2015, aveva già conosciuto Shabana Azmi, l'attrice che la interpreta nel film Neerja, all'epoca in via di produzione. Per espressa volontà di Rama, il suo corpo, dopo la morte, fu donato all'istituto di ricerca medica indiana (Postgraduate Institute of Medical Education and Research of India).